# Rensho
Rensho (连署, rensho, lit. Cosignatario) era l'assistent del shikken (regent) al shogunat Kamakura al Japó.
El rensho signava costat del shikken en documents oficials. El 1224 el tercer Shikken Hōjō Yasutoki va nomenar Hōjō Tokifusa com el primer rensho de la història del Japó.

## Llista de Rensho
1. Hōjō Tokifusa (r. 1225–1240)
2. Hōjō Shigetoki (r. 1247–1256)
3. Hōjō Masamura (r. 1256–1264)
4. Hōjō Tokimune (r. 1264–1268)
5. Hōjō Masamura (r. 1268–1273)
6. Hōjō Yoshimasa (r. 1273–1277)
7. Hōjō Shigetoki (r. 1283–1287)
8. Hōjō Nobutoki (r. 1287–1301)
9. Hōjō Tokimura (r. 1301–1305)
10. Hōjō Munenobu (r. 1305–1311)
11. Hōjō Hirotoki (r. 1311–1312)
12. Hōjō Sadaaki (r. 1315–1326)
13. Hōjō Koresada (r. 1326–1327)
14. Hōjō Shigetoki (r. 1330–1333)